# Église Saint-Pierre-et-Saint-Paul de Courtenay
Pour les articles homonymes, voir Église Saint-Pierre-et-Saint-Paul.
L’église Saint-Pierre-et-Saint-Paul est une église catholique française située à Courtenay dans le département du Loiret en région Centre-Val de Loire.

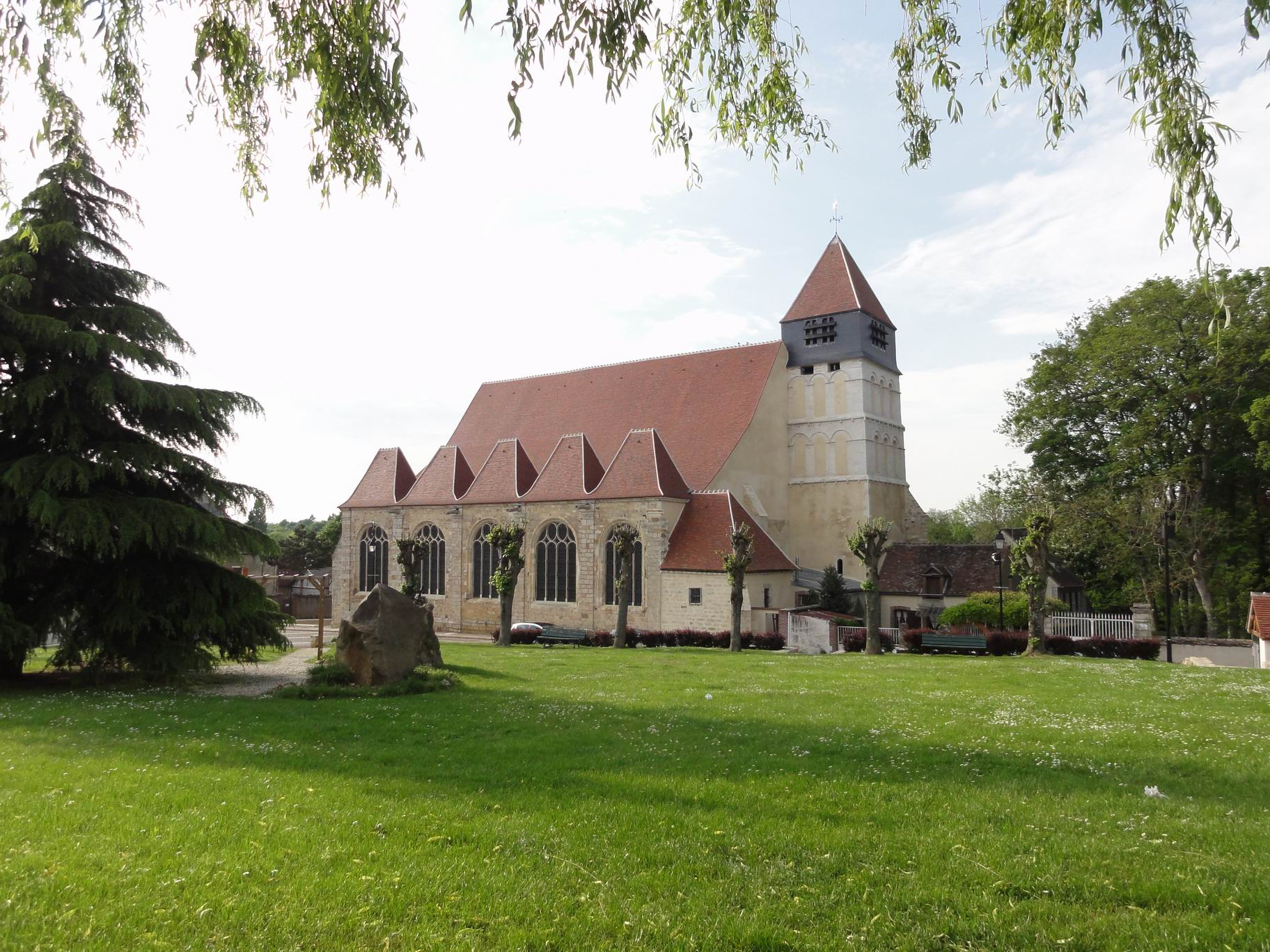
Église Saint-Pierre et Saint-Paul (façade sud)

## Localisation
L'église est située dans le Loiret, sur le territoire de la commune de Courtenay.

## Historique
L'édifice est classé au titre des monuments historiques en 1911.

## Personnalités liées à l'édifice
- Simon Legras qui en fut un prieur commendataire.

## Pour approfondir